# Republica Populară Socialistă Albania
Republica Populară Albania (în albaneză Republika Popullore e Shqipërisë) a fost numele oficial al Albaniei comuniste între 1946 și 1976. Constituția proclamată la 1976 a schimbat numele în Republica Populară Socialistă Albania (în albaneză Republika Popullore Socialiste e Shqipërisë), fiind numele oficial al statului din 1976 până în 1992.
Republica Populară Socialistă Albania a fost singurul stat declarat oficial ateu din lume. Chiar dacă și în celelalte țări socialiste practicarea unei religii a fost un lucru foarte greu, în special creștinismul (toate țările comuniste de la acea vreme erau creștine native), nici un stat nu a fost declarat oficial ateu, deși guvernele erau conduse de atei.

## Legături externe
- Retragerea Republicii Populare Albania din cadrul organizației Tratatului de la Varșovia Arhivat în 25 decembrie 2013, la Wayback Machine., stindard.ro